# Mulla Sadra
Ṣadr ad-Dīn Muḥammad Shīrāzī o Mulla Sadra (in persiano ملا صدرا‎; scritto anche Molla Sadra, Mollasadra o Sadr-ol-Mote'allehin; in arabo صدرالمتألهین‎?) (Shiraz, 1571 – Bassora, 1640) è stato un filosofo e teologo iraniano e 'Ālim che ha guidato la rinascita culturale iraniana nel XVII secolo.
Secondo Oliver Leaman, Mulla Sadra è probabilmente il filosofo più importante e influente nel mondo musulmano negli ultimi quattrocento anni.
Anche se non il suo fondatore, è considerato il maestro degli Illuminazionisti o della scuola di filosofia Ishraghi o Ishraqi, una figura fondamentale che ha sintetizzato i molti tratti della filosofia dell'Epoca d'oro islamica in quella che egli ha definito come Teosofia Trascendente o al-Hikmah al -muta'liyah.
Mulla Sadra ha apportato "una nuova visione filosofica nel trattare con la natura della realtà" e ha creato "un importante passaggio dall'essenzialismo all'esistenzialismo" nella filosofia islamica, anche se il suo esistenzialismo non dovrebbe essere troppo facilmente comparato all'esistenzialismo occidentale. La sua era una domanda sulla cosmologia esistenzialista per quanto riguardava Dio, e differisce quindi notevolmente dalle questioni dell'individuo, della morale e/o della società al centro dell'esistenzialismo russo, francese, tedesco o americano.
La filosofia di Mulla Sadra ambiziosamente sintetizzava l'avicennismo, la filosofia illuminazionista di Sohravardi, la metafisica Sufi di Ibn Arabi, e la teologia della scuola Ash'ari e duodecimana.
La sua opera principale è la Teosofia trascendente nei quattro viaggi dell'Intelletto, o semplicemente i Quattro viaggi.

## Biografia

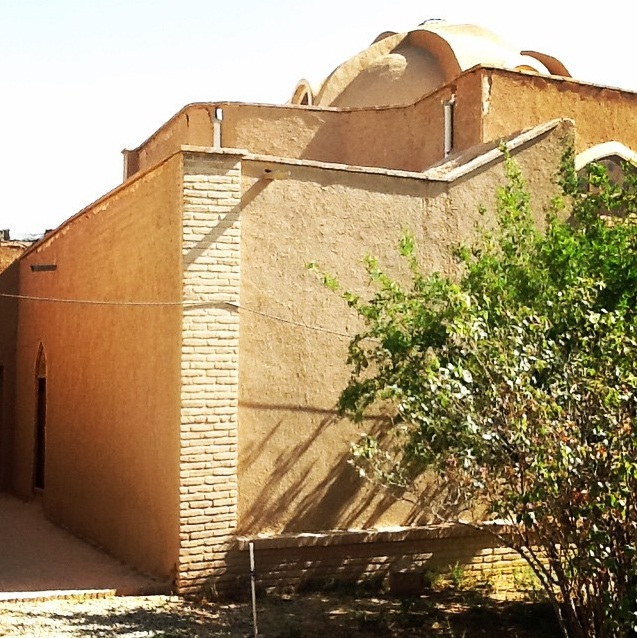
La casa di Mulla Sadra a Kahak (un piccolo villaggio vicino alla città di Qom, in Iran), dove è andato a vivere quando è stato esiliato a causa delle sue idee.

### Infanzia
Nato a Shiraz, in Iran in una importante famiglia di funzionari di corte nel 1571 o nel 1572 al tempo della dinastia safavide. Il re Safavide concesse l'indipendenza del Fars che è stata governata dal fratello del re. Il padre di Mulla Sadra, Khwajah Ibrahim Qavami, è stato un politico esperto ed estremamente fedele. Il figlio che nacque lo chiamarono Muhammad ma era chiamato comunemente Sadra. In seguito venne soprannominato Mulla, che significa grande scienziato. Era l'unico figlio del ministro del capo della vasta regione della provincia del Fars. In quel tempo era normale che i bambini aristocratici fossero educati da insegnanti privati nel proprio palazzo. Sadra era un ragazzo molto intelligente, rigoroso, energico, studioso, curioso e interessato a tutte le lezioni relative alla letteratura persiana e araba, così come all'arte della calligrafia. Seguendo le antiche tradizioni del suo tempo, ha appreso la corsa col cavallo, le tecniche di caccia e di combattimento, la matematica, l'astronomia, la medicina, la giurisprudenza e la legge islamica. Tuttavia, era principalmente attratto dalla filosofia e in particolare dalla filosofia mistica e dalla gnosi
Mulla Sadra si trasferisce prima a Qazvin nel 1591 e poi a Isfahan nel 1597 per perseguire una formazione tradizionale e istituzionale in filosofia, teologia, Hadith, ermeneutica. Ogni città ha una capitale successiva della dinastia safavide e centri di seminari duodecimani sciiti. I suoi insegnanti furono Mir Damad e Baha 'ad-Din al-`Amili.

### Insegnanti

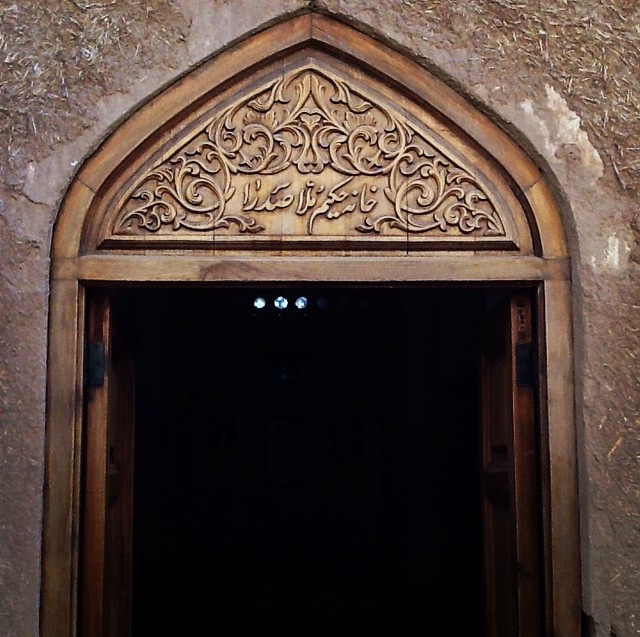
La porta d'ingresso della casa dove Mulla Sadra viveva durante il suo esilio a Kahak. C'è una frase sopra la porta con una scritta in farsi che dice "La casa del saggio, Mulla Sadra".

Mulla Sadra divenne un maestro della scienza del suo tempo. Dal suo punto di vista, la più importante di tutte era la filosofia. A Qazvin, Sadra studiò con due insegnanti famosi, Baha 'ad-Din al-`Amili e Mir Damad. Li accompagnò quando la capitale venne trasferita da Qazvin a Isfahan nel 1596. Shaykh Baha non era solo un esperto in scienze islamiche, ma anche un maestro di astronomia, matematica teorica, ingegneria, architettura, medicina e alcuni campi soprannaturali segreti della conoscenza; sembra che Amili per le sue idee sulla Sofia, non ha più affrontato la filosofia. Anche Mir Damad era un genio del suo tempo, e conosceva tutta la scienza del suo tempo, ma si limitava alla giurisprudenza, agli hadith e soprattutto alla filosofia. Mir Damad era un maestro di entrambe le scuole peripatetiche e illuminazioniste di filosofia islamica. Mulla Sadra ha ottenuto la maggior parte della sua conoscenza della filosofia e della gnosi da Mir Damad e lo ha sempre presentato come il suo vero maestro e guida spirituale.
Dopo aver terminato gli studi Sadra ha iniziato ad esplorare le dottrine non ortodosse e di conseguenza è stato condannato e scomunicato da alcuni 'ulamā' sciiti. Poi si ritirò per un lungo periodo di tempo in un villaggio chiamato Kahak nei pressi di Qom, dove si è impegnato in esercizi contemplativi. A Kahak ha scritto un certo numero di opere minori, tra cui il Risala fi 'l-Hashr e il Risala fī ḥudūth al-'Alam.
Nel 1612, a Mulla Sadra è stato chiesto di abbandonare il suo ritiro dal potente governatore del Fars, Allāhwirdī Lhan e invitato ad andare di nuovo a Shiraz per insegnare e portare avanti una nuova madrasa dedicata alle scienze intellettuali. Morì a Bassora dopo l'Hajj e fu sepolto nell'attuale Iraq. È sepolto nella città di Najaf, in Iraq.
Durante la permanenza a Shiraz, Sadra iniziò a scrivere trattati in cui ha sintetizzato l'esistente sistema islamico di pensiero. Le idee di questa scuola, che possono essere viste come una continuazione della Scuola di Isfahan di Mīr Dāmād e Shaykh-i Bahāʾī, sono state promulgate dopo la morte di Sadra dai suoi allievi, molti dei quali sarebbero diventati dei pensatori, come ad esempio, Mullā Muḥsin Fayḍ Kāshānī (figlio acquisito di Mulla Sadra), e ʿAbd Razzāḳ Lāhidjī. Anche se l'influenza di Sadra rimase limitata per generazioni dopo la sua morte, è aumentat notevolmente nel corso del XIX secolo, quando le sue idee hanno contribuito a ispirare una rinnovata tendenza Akhbārī dentro lo sciismo duodecimano. In tempi recenti, le sue opere sono state studiate in Iran, in Europa e in America.

## Idee filosofiche

### Esistenzialismo
Secondo Mulla Sadra, "l'esistenza precede l'essenza ed è quindi principale dal momento che qualcosa deve esistere prima e poi avere un'essenza." È da notare che per Mulla Sadra questa era una domanda che specificamente applicava a Dio ed alla sua posizione nell'universo, in particolare nel contesto della riconciliazione della posizione di Dio nel Corano con le filosofie cosmologiche dell'Islam del periodo d'oro.
La metafisica di Mulla Sadra ha dato priorità all'ab initio dell'esistenza, oltre la quiddità. Vale a dire che le essenze sono determinate e variabili secondo l'intensità esistenziale, (per usare la definizione di Henry Corbin), e come tali non sono essenze immutabili. Il vantaggio di questo schema è che è accettabile per le dichiarazioni fondamentali del Corano, anche se non mina necessariamente le basi aristoteliche o platoniche dei filosofi islamici precedenti.
Infatti, Mulla Sadra riconosce l'immutabilità solo a Dio, mentre intrinsecamente collega l'essenza e l'esistenza l'una all'altra e al potere di Dio sull'esistenza. In tal modo, Mulla Sadra simultaneamente prevede l'autorità di Dio su tutte le cose, ma anche di risolvere il problema della conoscenza di Dio dei particolari, compresi quelli che sono malvagi, senza esserne intrinsecamente responsabile - anche se l'autorità di Dio sopra l'esistenza delle esistenze fornisce il quadro di riferimento per l'esistenza del male. Questa soluzione intelligente riconosce il libero arbitrio, la Supremazia di Dio, l'infinità della conoscenza di Dio, l'esistenza del male e una definizione di esistenza ed essenza, che lascia le due indissolubilmente legate per quanto riguarda l'uomo, ma fondamentalmente separate per Dio.
Forse ancora più importante è il Primato della soluzione Esistenziale che fornisce la capacità di giudizio di Dio senza che Dio sia direttamente, o indirettamente, colpito dal male ed esserne giudicato. Dio non ha bisogno di possedere il peccato per conoscerlo: Dio è in grado di giudicare l'intensità del peccato per come percepisce l'esistenza.
Un risultato di questo esistenzialismo è L'unità dell'intelletto e dell'intelligibile (in arabo: Ittihad al-Aaqil wa l-Maqul). Ecco come Henry Corbin lo descrive:
()

### Movimento sostanziale
Un altro concetto centrale della filosofia di Mulla Sadra è la teoria del "movimento sostanziale" (in arabo: al-harakat al-jawhariyyah), che si "basa sulla premessa che tutto l'ordine della natura, tra cui le sfere celesti, subisce il cambiamento e la trasformazione sostanziale a seguito dell'auto-soffio (fayd) e la penetrazione dell'Essere (sarayan al-wujud) che dà ad ogni singola entità concreta la sua quota di Essere. In contrasto con Aristotele e Avicenna che avevano accettato il cambiamento solo in quattro categorie, vale a dire, la quantità (Kamm), la qualità (Kayf), la posizione (wad’) e il luogo ('ayn), Sadra definisce il cambiamento come una realtà onnipresente che attraversa l'intero cosmo, tra cui la categoria della sostanza (jawhar)."

### L'esistenza come realtà
Mulla Sadra considerò che la realtà è Esistenza. Si riteneva che un'essenza era di per sé una nozione generale, e quindi in realtà, non esiste.
Per parafrasare Fazlur Rahman sulla Cosmologia esistenziale di Mulla Sadra: L'esistenza è la sola e unica realtà. L'esistenza e la realtà sono quindi identiche. L'esistenza è la realtà onnicomprensiva e non c'è niente al di fuori di essa. Essenze che sono negative richiedono una sorta di realtà e quindi esistono. L'esistenza, pertanto, non può essere negata. Come l'esistenza non può essere negata, è evidente che l'esistenza è Dio. Dio non deve essere cercato nel regno dell'esistenza, ma è la base di tutta l'esistenza. Va notato che la realtà in arabo è "Al-Haq", e si afferma nel Corano come uno dei nomi di Dio.
Per parafrasare la Prova logica di Dio di Mulla Sadra:
1. Vi è un Essere
2. Questo essere è una perfezione al di là di ogni perfezione
3. Dio è perfetto e perfezione in esistenza
4. L'esistenza è una realtà singolare e semplice
5. Questa realtà singolare è classificata con l'intensità di una scala di perfezione
6. Tale scala deve avere un punto limite, un punto di massima intensità e di maggiore esistenza
7. Quindi Dio esiste

### Causa
Sadra ha sostenuto che tutti gli esseri contingenti richiedono una causa che determina il loro equilibrio tra l'esistenza e la non esistenza a favore della prima; nulla può venire all'esistenza senza una causa. Dal momento che il mondo è quindi subordinato a questo primo atto, non solo Dio deve esistere, ma Dio deve anche essere responsabile di questo primo atto della creazione.
Sadra credeva anche che un regresso causale era impossibile perché la catena causale potrebbe funzionare solo nella materia che ha avuto un inizio, una metà e una fine:
1. una causa pura all'inizio
2. un effetto puro all'estremità
3. un nesso causale e un effetto

Il Nesso causale di Mulla Sadra era una forma di Ontologia Esistenziale all'interno di un quadro cosmologico che l'Islam ha sostenuto. Per Mulla Sadra la "fine" causale è pura come il suo corrispondente "Esistente", che pone Dio sia all'inizio che alla fine dell'atto creativo. La capacità di Dio di misurare l'intensità della realtà esistenziale misurando le Dinamiche causali e la loro relazione con la loro origine, al contrario invece di conoscere i loro effetti, fornisce il quadro Islamicamente accettabile per il giudizio della realtà di Dio, senza essere contaminato dai suoi particolari. Questa è stata una soluzione ingegnosa a una domanda che aveva tormentato la filosofia islamica per quasi mille anni: come sia Dio in grado di giudicare il peccato senza conoscere il peccato?

### Verità
Per Mulla Sadra una vera dichiarazione è una dichiarazione che è fedele ai fatti concreti esistenti. Egli ha sostenuto un'idea metafisica e non una formale della verità, affermando che il mondo è costituito da oggetti indipendenti dalla mente che sono sempre veri e la verità non è ciò che è razionalmente accettabile all'interno di una certa teoria della descrizione. Nella visione di Mulla Sadra non si può avere accesso alla realtà dell'essere: solo l'analisi linguistica è disponibile. Questa teoria della verità ha due livelli: l'affermazione che una proposizione è vera se corrisponde alle cose in realtà; e che una proposizione può essere vera se è conforme con la cosa vera e propria.

### La conoscenza esistenziale
La vera conoscenza dell'esistenza non si acquisisce attraverso un ragionamento razionale, ma unicamente attraverso una particolare intuizione. Egli infatti afferma che per conoscere l'esistenza è necessaria l'unificazione del conoscente e del conosciuto. L'uomo, divenendo o essendo parte dell'esistenza stessa, non può conoscerla dall'esterno, proprio come avviene normalmente nel processo della conoscenza. Essendo egli all'interno dell'esistenza, può conoscerla solamente attraverso la realizzazione del sé.

## Opere
- Hikmat Al Muta'alyah fi-l-asfar al-‘aqliyya al-arba‘a [La teosofia trascendente nei quattro viaggi dell'Intelletto], un'enciclopedia filosofica e una collezione di importanti questioni discusse in filosofia islamica, arricchite dalle idee di precedenti filosofi, da Pitagora a coloro che vivevano nella stessa epoca di Mulla Sadra, e contenente le relative risposte sulla base di argomenti nuovi e forti. In quattro grandi volumi; anche pubblicato più volte in nove volumi più piccoli. Ha composto questo libro a poco a poco, a partire dal 1605 circa; per il suo completamento ci sono voluti quasi 25 anni, fino a qualche anno dopo il 1630.
- al-Tafsir (Un commento sul Corano)
- Diwan Shi’r (Raccolta di poesie), una serie di poesie filosofiche e mistiche in persiano.
- Si Asl, L'unico libro esistente di Mulla Sadra di filosofia in Persiano. Qui, ricorrendo ai tre principi morali, ha affrontato dei temi morali ed educativi relativi agli scienziati, consigliando i filosofi contemporanei.
- Sharh al-hidayah, commento di un libro intitolato Hidayah, che era stato scritto sulla base della filosofia peripatetica.
- 'Arshiyyah, also called al-Hikmat al-‘arshiyyah, un libro di riferimento sulla filosofia di Mulla Sadra. Come nel al-Mazahir, ha cercato di dimostrare il Principio e la Fine in modo conciso ma puntuale. Questo libro è stato tradotto dal professor James Winston Morris in Inglese con un'introduzione informativa.
- al-Mabda‘ wa’l-ma‘ad, chiamato anche al-Hikmat al-muta‘aliyyah considerata una sintesi della seconda metà dell'Asfar. Ha chiamato questo libro il Principio e la Fine, dal momento che ha creduto che la filosofia sia la conoscenza dell'origine e del ritorno.
- al-Mazahir , questo libro è simile al-Mabda‘ wa’l-ma‘ad, ma è più breve di esso. È, infatti, un manuale per far familiarizzare i lettori con la filosofia di Mulla Sadra.
- Huduth al-‘alamsulla questione dell'origine del mondo, che è un problema complicato e discutibile per molti filosofi. Ha dimostrato la sua teoria solida attraverso la teoria del moto trans-sostanziale.
- Iksir al-‘arifin, un libro gnostico ed educativo.
- al-Hashr, una teoria della risurrezione di animali e oggetti nell'Aldilà.
- al-Masha‘ir, sull'esistenza e gli argomenti correlati. Il professor Henry Corbin ha tradotto in francese e scritto un'introduzione ad esso.
- Iqad al-na‘imin, sulla gnosi teorica e reale, e sulla scienza del monoteismo. Presenta alcune linee guida e punti di istruzione per riattivare il sonno.
- al-Masa‘il al-qudsiyyah, un libretto che si occupa prevalentemente di questioni come l'esistenza nella mente e di epistemologia. Qui, Mulla Sadra ha combinato epistemologia e ontologia.
- al-Shawahid al-rububiyyah, un libro filosofico, scritto nello stile Illuminazionista, e rappresenta le idee di Mulla Sadra durante i primi periodi delle sue riflessioni filosofiche.
- al-Shawahid al-rububiyyah, un trattato non legato al libro di Mulla Sadra con lo stesso nome (vedi sopra). Si tratta di un inventario delle sue particolari teorie e opinioni che era stato in grado di esprimere in termini filosofici.
- Sharh-i Shafa, un commento su alcune delle questioni discusse sulla teologia (Ilahiyyat) del libro al-Shifa di Ibn-Sina.
- Sharh-i Hikmat al-ishraq, un utile e profondo commento o la raccolta di glosse sul Hikmat al-ishraq e sul Qutb al-Din di Sohrawardi.
- Ittihad al-‘aquil wa’l-ma’qul, un trattato monografico sulla dimostrazione di una complicata teoria filosofica, l'Unione di intelletto e l'intelligibile, che nessuno poteva provare e razionalizzare prima di Mulla Sadra.
- Ajwibah al-masa’il, composto da almeno tre trattati in cui Mulla Sadra risponde alle questioni filosofiche poste dai suoi filosofi contemporanei.
- Ittisaf al-mahiyyah bi’l wujud, un trattato monografico riguardo al problema dell'esistenza e del suo rapporto con la quiddità.
- al-Tashakhkhus, spiegando il problema dell'individuazione e chiarendo la sua relazione con la sua esistenza, che è uno dei principi fondamentali che egli ha propugnato.
- Sarayan nur wujud, un trattato che riguarda la qualità della discesa o la diffusione dell'esistenza dalla Sorgente Fedele all'esistente (quiddità).
- Limmi’yya ikhtisas al-mintaqah, Un trattato di logica, questo lavoro si concentra sulla causa della forma specifica della sfera.
- Khalq al-a’mal, un trattato sul determinismo dell'uomo e il libero arbitrio.
- al-Qada’ wa’l-qadar, sul problema del Decreto Divino e del destino.
- Zad al-Musafir, demonstrating resurrection and the Hereafter following a philosophical approach.
- al-Mizaj, a treatise on the reality of man's temperament and its relation to the body and soul.
- Mutashabihat al-Qur'an, a treatise consists of Mulla Sadra's interpretations of those Qura’nic verses which have secret and complicated meanings. It is considered as one of the chapters in [Mafatih al-ghayb].
- Isalat-i Ja’l-i wujud, on existence and its principality as opposed to quiddities.
- al-Hashriyyah, a treatise on resurrection and people's presence in the Hereafter, it deals with man's being rewarded in paradise and punished in hell.
- al-alfazh al-mufradah, an abridged dictionary for interpreting words in the Qur'an.
- Radd-i shubahat-i iblis, explaining Satan's seven paradoxes and providing the related answers.
- Kasr al-asnam al-jahiliyyah (Demolishing the idols of the periods of barbarism and man's ignorance). His intention here is to condemn and disgrace impious sophists.
- al-Tanqih, dealing with formal logic.
- al-Tasawwur wa’l-tasdiq, a treatise dealing with issues of the philosophy of logic and inquiries into concept and judgment.
- Diwan Shi’r (Collection of Poems), a number of scholarly and mystic poems in Persian.
- A Collection of Scientific-Literary Notes, some short notes of his own poetry, the statements of philosophers and gnostics, and scientific issues have been left from his youth, which comprise a precious collection. This book can familiarize the readers with subtleties of Mulla Sadra's nature. These notes were compiled in two different collections, and it is likely that the smaller collection was compiled on one of his journeys.
- Letters: except for a few letters exchanged between Mulla Sadra and his master, Mir Damad, none of his letters has survived.